# Borys Usenko
Borys Iwanowycz Usenko, ukr. Борис Іванович Усенко, ros. Борис Иванович Усенко, Boris Iwanowicz Usienko (ur. 1927, Ukraińska SRR, zm. 12 września 2006 w Odessie, Ukraina) – ukraiński trener piłkarski.

## Kariera trenerska
W latach 40-50. XX wieku występował w amatorskich zespołach m. Odessa. Potem rozpoczął pracę szkoleniowca. Najpierw trenował odeskie zespoły amatorskie. W 1964 pod jego kierownictwem Taksomotor Odessa (po roku zmienił nazwę na Awtomobilist) zdobył awans do Klasy B Mistrzostw ZSRR. W 1967 prowadził Dnipro Krzemieńczuk. W 1968 do sierpnia trenował Krywbas Krzywy Róg, a 30 września 1968 wrócił do Dnipra Krzemieńczuk. Od 1971 do lipca 1974 stał na czele Podilla Chmielnicki. W latach 1978–1979 pomagał trenować Czornomoreć Odessa, a w 1980 SKA Odessa.
12 września 2006 zmarł w Odessie w wieku 80 lat. Został pochowany na Cmentarzu Zachodnim.

## Sukcesy i odznaczenia

### Sukcesy trenerskie
Taksomotor Odessa
- wicemistrz Ukraińskiej SRR wśród amatorów: 1964

### Odznaczenia
- tytuł Zasłużonego Trenera Ukraińskiej SRR